# Douglas Murray
Douglas Kear Murray (* 16. července 1979 Hammersmith) je britský spisovatel, novinář a politický komentátor. Je zakladatelem Centra pro sociální soudržnost (Centre for Social Cohesion), přidruženým ředitelem Společnosti Henryho Jacksona (Henry Jackson Society) a přidruženým editorem britského politického a kulturního časopisu The Spectator. Je autorem knih Neoconservatism: Why We Need It (2005), Bloody Sunday: Truths, Lies and the Saville Inquiry (2011), The Strange Death of Europe: Immigration, Identity, Islam (2017; česky Podivná smrt Evropy, 2018) a The Madness of Crowds: Gender, Race, and Identity (2019). The War on the West; česky Na Západě zuří válka (2022).
Často vyjadřuje své postoje v britských médiích na témata jako jsou svoboda projevu, imigrace a práva homosexuálů z pohledu neokonzervatismu. Je kritikem islámu a západní imigrační politiky.

## Osobní život
Je ateista, ačkoli do svých dvacátých let byl praktikující anglikán. Sám sebe popisuje jako kulturního křesťana, přičemž tvrdí, že křesťanství se do britské a evropské kultury silně promítá. Otevřeně se hlásí k homosexualitě.